# 30 Hudson Yards
30 Hudson Yards, auch als Hudson Yards North Tower bekannt, ist ein Wolkenkratzer in Manhattan in New York City. Er ist mit 395 m das höchste Gebäude im Hochhauskomplex Hudson Yards auf der West Side der Insel Manhattan und Hauptsitz des globalen Medien- und Unterhaltungsunternehmens Warner Media.

## Beschreibung
30 Hudson Yards befindet sich im 2005 neu ausgewiesenen Viertel Hudson Yards im Stadtteil Chelsea in Midtown Manhattan. Das Bauwerk ist eines von derzeit sechs erbauten Wolkenkratzern des Städtebauprojekts Hudson Yards Redevelopment Project. Das Gebäude steht an der Südwestecke der Kreuzung Tenth Avenue/33rd Street. Östlicher Nachbar ist der ebenfalls neuerbaute Hochhauskomplex Manhattan West.
Erste Planungen zum Projekt wurden im Sommer 2011 vorgestellt und der Turm zunächst als „North Tower“ bezeichnet. Der Name „30 Hudson Yards“ leitet sich wie das gesamte Städtebauprojekt vom dort befindlichen Bahndepot West Side Yard der Penn Station und dem Hudson River ab, der entlang der Westseite der Insel Manhattan fließt. Die Straßenadresse lautet 500 West 33rd Street.
Am 1. Juli 2013 gab Time Warner bekannt, seinen damaligen Standort Time Warner Center am Columbus Circle aufzugeben und bis 2018 in den North Tower einzuziehen. Das Time Warner Center wurde von The Related Companies übernommen und in Büros, Wohnungen und einem Hotel konvertiert.  Der erste Spatenstich für 30 Hudson Yards erfolgte am 4. Dezember 2013. Zur Konstruktion des Turms war zunächst der Bau einer Plattform erforderlich, welche den östlichen Teil des MTA John D. Caemmerer West Side Storage Yard überdeckte. Die Arbeiten begannen Anfang 2014. Mitte Oktober 2014 wurden erste Stahlträger für das Fundament installiert, womit der Bau des Turms offiziell startete. Das Gebäude erreichte im Juni 2018 die Endhöhe und wurde zu diesem Zeitpunkt zum dritthöchsten Gebäude New York Citys. Heute ist es das siebthöchste der Stadt und das neunthöchste des Landes. Am 15. März 2019 wurde das Gebäude gemeinsam mit den weiteren Gebäuden des Komplexes eingeweiht.
30 Hudson Yards ist 395 Meter (1296 Fuß) hoch und hat 76 Etagen, die unter Auslassung der Nummern 53–59 und 80–99 bis 103 nummeriert sind. Der Turm ist um 14 Meter höher als die strukturelle Höhe des Empire State Buildings. Mit der Ausarbeitung der Baupläne wurde das US-amerikanische Architekturbüro Kohn Pedersen Fox beauftragt. Das Bauwerk schließt mit einer Spitze ab, die an einer Seite des Flachdaches folgt, welches etwa 350 Meter hoch liegt.
Der Wolkenkratzer hat am 12. Februar 2020 in der Nachhaltigkeit die LEEDv3 Gold-Zertifizierung erhalten. Mieter sind unter anderem das Medienunternehmen Warner Bros. Discovery mit seinen Tochtergesellschaften HBO, CNN und Warner Brothers, die Investmentfirma KKR & Co. und das Finanzunternehmen Wells Fargo Securities.

## The Edge und City Climb
30 Hudson Yards verfügt über eine dreieckige freitragende Aussichtsplattform mit der Bezeichnung „The Edge“, die in einer Höhe von 335,3 m (1100 Fuß) aus der 100. Etage 24 m weit herausragt. Zu ihr gehören eine Bar und Veranstaltungsräume auf der 101. Etage, die man auch über eine breite Freitreppe erreichen kann. Die Aussichtsplattform besitzt eine 2,7 m hohe nach außen geneigte Glaswand und einen 21 m² großen Glasboden mit Blick auf die darunter liegende Straße. Sie wurde am 11. März 2020 eröffnet und ist nach dem Skywalk auf der Steilklippe Cabo Girão (580 m) auf Madeira die zweithöchste Aussichtsplattform im Freien mit gläsernem Boden weltweit. Die Plattform wurde jedoch nur drei Tage nach seiner Eröffnung ab dem 13. März aufgrund der COVID-19-Pandemie geschlossen, aber am 2. September 2020 wiedereröffnet.
Eine weitere Attraktion namens „City Climb at Edge“ wurde am 9. November 2021 der Öffentlichkeit zugänglich gemacht. Mutige Besucher haben hier die Möglichkeit, auf einer Außentreppe gesichert nach oben zur Turmkrone hinaufzusteigen. Sie gilt als der höchste Open-Air-Gebäudeaufstieg der Welt.

## Galerie

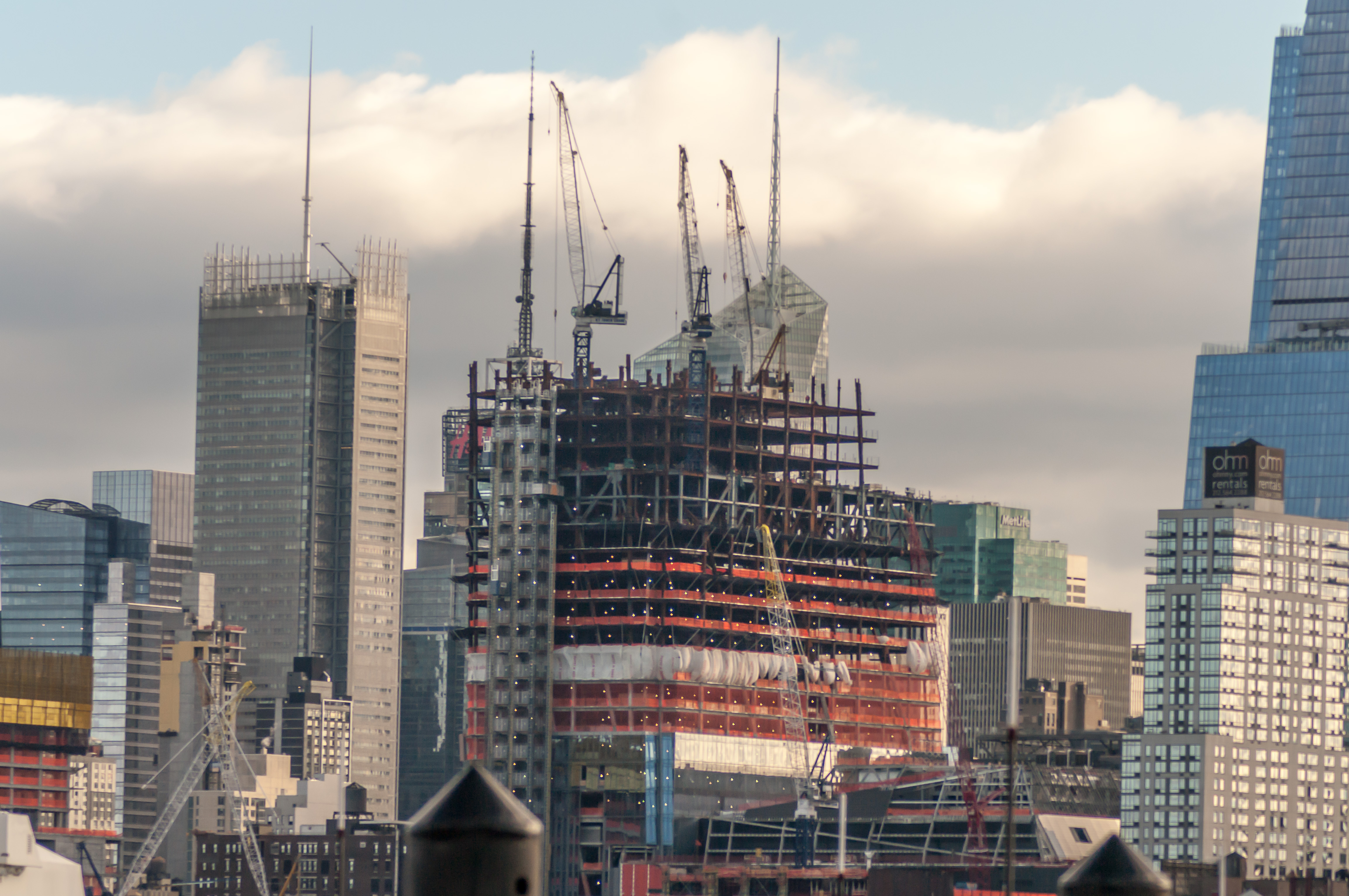
30 Hudson Yards von New Jersey aus gesehen Anfang Dezember 2016
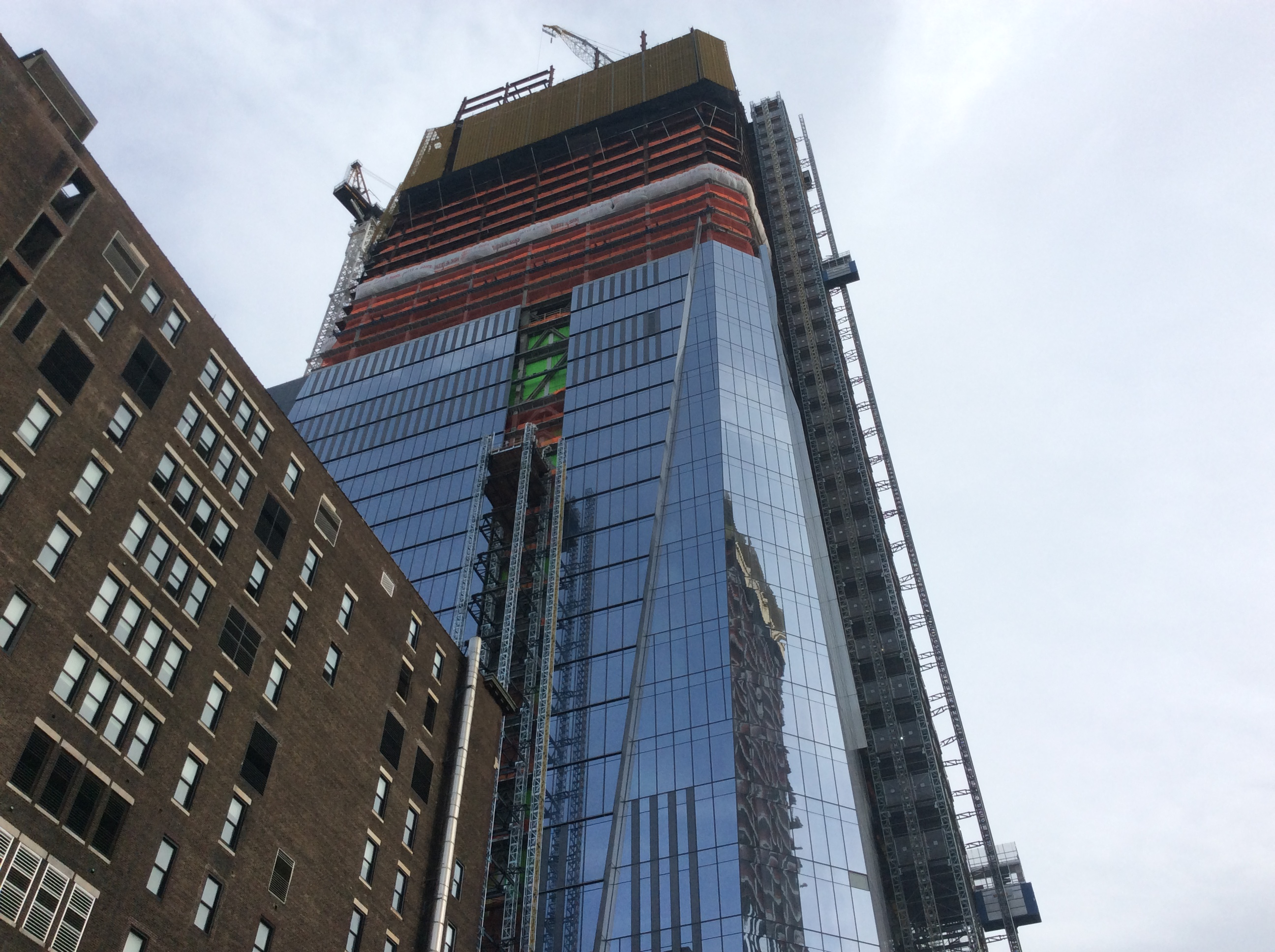
Baufortschritt am 12. Mai 2017
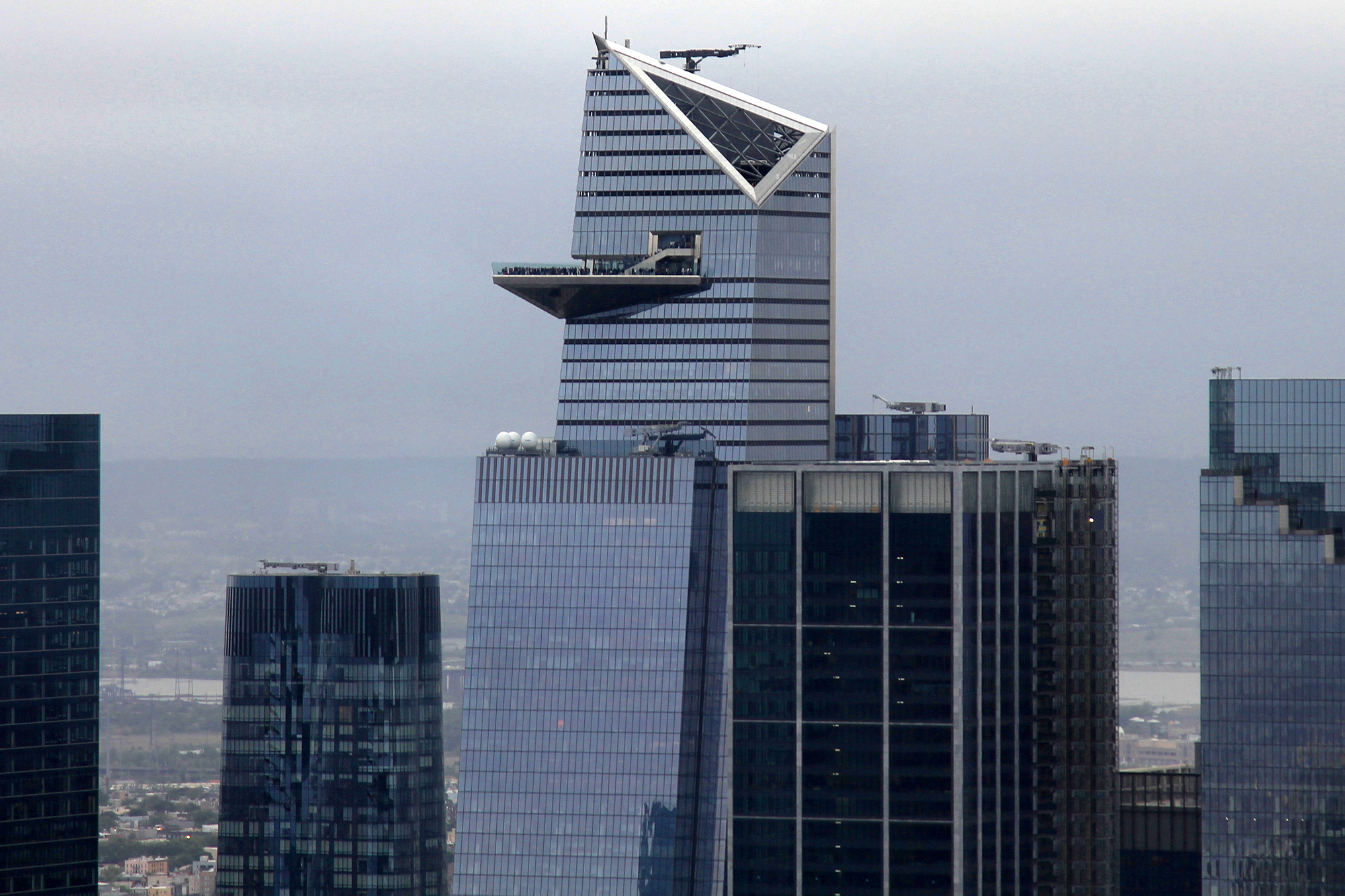
Ansicht von Osten 2022
Panorama von der Freitreppe auf „The Edge“ nach Downtown Manhattan
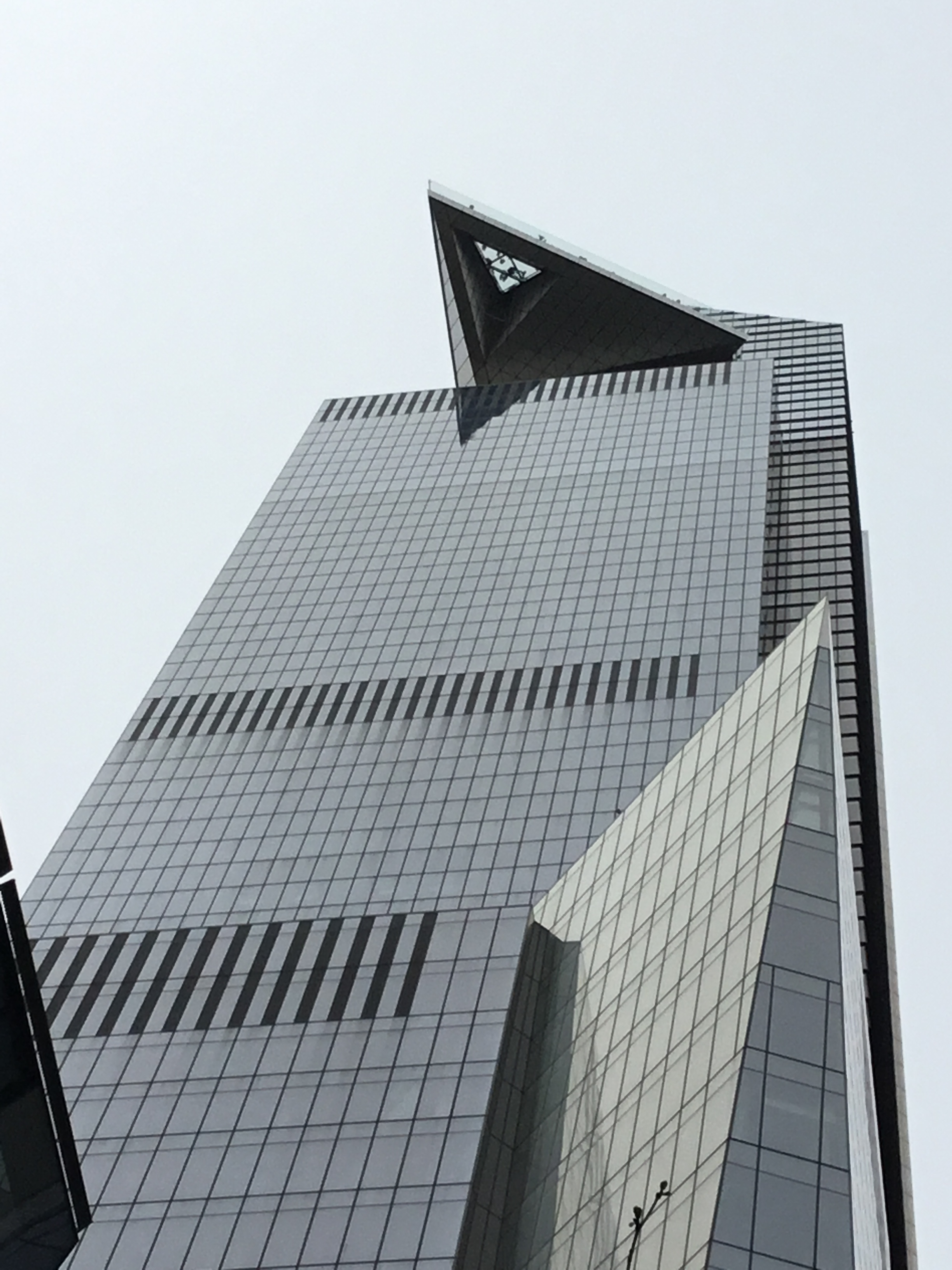
Vertikaler Blick zur Aussichtsplattform
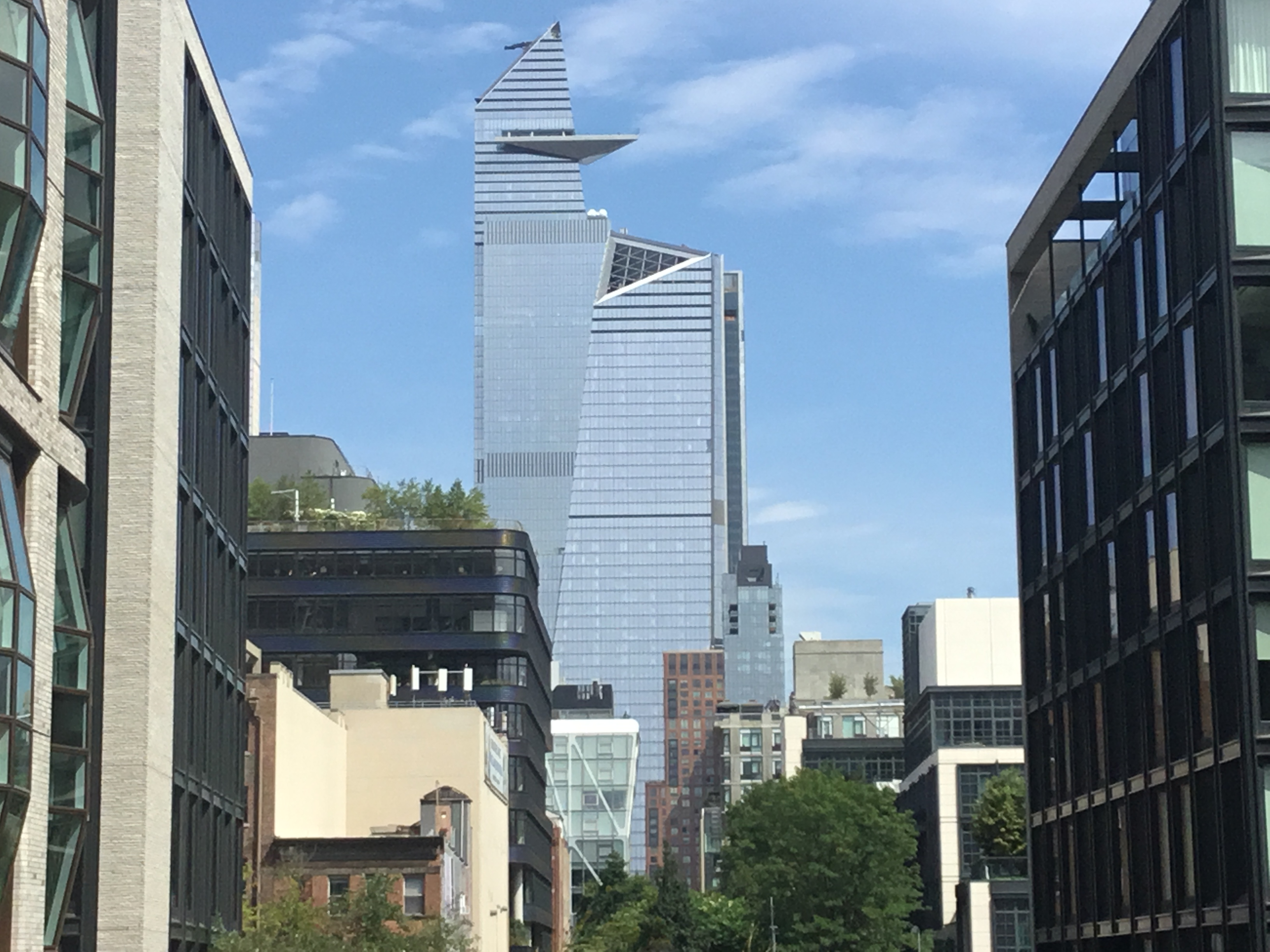
10 und 30 Hudson Yards (hinten) von der High Line aus gesehen